# George Bryan
George Bryan är en strand i Antarktis. Den ligger i Västantarktis. Chile gör anspråk på området.